# Sound of the Underground
Sound of the Underground es el álbum debut del grupo pop británico Girls Aloud, formada en el reality show popstars: the rivals trasmitida por la cadena inglesa ITV1. El álbum fue lanzado el 26 de mayo de 2003, por Polydor Records, y fue reeditado para el primero de diciembre del mismo año. Girls Aloud trabajo con varios productores para lograr un sonido muy pop en poco tiempo, casi todo el sonido de Sound of the Underground fue inspirado en los años 80 y principios de los años 90, la banda fue comparada con otros grupos como Bananarama, The Bangles, Blondie, y Spice Girls.
Sound of the Underground debutó con críticas generalmente favorables de críticos de la industria musical, quienes destacaron la alta calidad del disco en comparación con los resultados de otros concursantes de reality shows. El álbum fue certificado disco de platino en el Reino Unido e Irlanda. Se produjeron cuatro sencillos, incluyendo una pista que lleva el mismo nombre del álbum, la cual fue número uno durante un mes en el Reino Unido. Según The Official UK Charts Company, hasta que la agrupación se disolvió en marzo de 2013, Sound of the Underground vendió 368 000 copias en el Reino Unido.

## Antecedentes y concepción
Girls Aloud se formó a través de un programa de ITV1 Popstars: The Rivals por elección popular el 30 de noviembre de 2002., Su single de debut "Sound of the Underground" fue uno de sesenta canciones que Brian Higgins y Miranda Cooper había escrito con el objetivo de lanzar su propia banda de chicas. La canción fue grabada originalmente en 2001 en Londres, por la banda "Orchid", que se disolvió antes de obtener un contrato discográfico. Así que en 2002 fue elegida por el representante de la banda Louis Walsh como sencillo debut, rápidamente se convirtió en el sencillo navideño británico del año 2002 la canción Sound of the Underground con otra de producción Xenomania, Round Round de Sugababes como dos golpes maestros y revolucionarios de la música británica al principio de la década del 2000's
Tras el éxito del sencillo, Girls Aloud procedió a iniciar la grabación de su álbum de debut, del mismo nombre. Se reunieron con Brian Higgins y Xenomania tardando 5 meses en lanzar su segundo sencillo No Good Advice en una entrevista Brian Higgins dijo que a Girls Aloud no le gusto la canción - "jugamos contra ellas y dijeron: '. Ese no es nuestro sonido" Yo me opuse a la utilización de esa frase "nuestro sonido". Les dije que tenía cinco minutos para hablar de si querían o no seguir conmigo. Ellas y su equipo se fueron, hablaron de ella y desde entonces hemos estado bien. Vienen para trabajar, hay una confianza, que creo yo, se remonta a ese día.
En un principio Xenomania solo había creado dos canciones para el álbum, "Sound of the Underground" y "No Good Advice". pero en cinco meses de trabajos las chicas lograron su disco debut remplazando 6 pistas que se propusieron originalmente. Además el disco también contó con la participación de otro productores en la mayoría británicos dando como resultado una mezcla entre Bananarama, The Bangles, Blondie, y Spice Girls. sacando lo mejor de cada banda.

## Listado de canciones
| Original version: Polydor / 9865315 (UK) |                                               |                                                              |                               |          |  |
| N.º                                      | Título                                        | Escritor(es)                                                 | Producer(s)                   | Duración |  |
| 1.                                       | «Sound of the Underground»                    | Miranda Cooper, Brian Higgins, Niara Scarlett, Xenomania     | Xenomania                     | 3:41     |  |
| 2.                                       | «No Good Advice»                              | Cooper, Higgins, Nick Coler, Lisa Cowling, Lene Nystrøm      | Xenomania                     | 3:48     |  |
| 3.                                       | «Some Kind of Miracle»                        | Cooper, Higgins, Cowling, Tim Powell, Shawn Lee, Edele Lynch | Xenomania, Jeremey Wheatley   | 3:09     |  |
| 4.                                       | «All I Need (All I Don't)»                    | Ava Knox, Chris Peters, Drew Peters                          | Peters & Peters               | 3:38     |  |
| 5.                                       | «Life Got Cold»                               | Cooper, Higgins, Coler, Cowling, Noel Gallagher              | Xenomania                     | 3:57     |  |
| 6.                                       | «Mars Attack»                                 | Alison Clarkson, Paul Carter, Amanda Glanfield               | Betty Boo and the Beatmasters | 3:28     |  |
| 7.                                       | «Stop»                                        | Cooper, Higgins, Matt Gray, Xenomania                        | Xenomania                     | 3:35     |  |
| 8.                                       | «Girls Allowed»                               | Brian McFadden, J. Shorten                                   | Graham Stack                  | 3:26     |  |
| 9.                                       | «Forever and a Night»                         | Gary Miller, Mark Muller, Andy Goldmark                      | Gary Miller, Brian Rawling    | 3:17     |  |
| 10.                                      | «Love/Hate»                                   | Higgins, Scarlett, Eve Bicker, Xenomania                     | Xenomania                     | 4:40     |  |
| 11.                                      | «Boogie Down Love»                            | Clarkson, Carter, Glanfield                                  | Betty Boo and the Beatmasters | 3:22     |  |
| 12.                                      | «Don't Want You Back»                         | Anders Bagge, Michelle Bell, Arnthor Birgisson               | Arnthor & BAG                 | 3:19     |  |
| 13.                                      | «White Lies»                                  | Tim Kellett, Sandria Nordstrom                               | Tim Kellett                   | 4:00     |  |
| 14.                                      | «Love Bomb» (UK bonus track)                  | Clarkson, M. Ward, S. Ward                                   | Betty Boo and the Beatmasters | 2:55     |  |
| 15.                                      | «Everything You Ever Wanted» (UK bonus track) | Steve Anderson, S. Lee, L. Greene                            | Steve Anderson                | 2:53     |  |